# Villa Tunari
Villa Tunari es una localidad y municipio de la región central de Bolivia, ubicado en la provincia del Chapare del  departamento de Cochabamba. La localidad está a 160 km al noreste de la ciudad de Cochabamba, con la que está unida por carretera. El municipio tiene una superficie de 11.095 km² y cuenta con una población de 71.386 habitantes (según el Censo INE 2012). Limita al norte con el departamento del Beni, al este con la provincia de Carrasco, al sur con la provincia de Tiraque, al suroeste con los municipios de Colomi y Sacaba y la provincia de Quillacollo, al oeste con la provincia de Ayopaya.
Por el municipio pasa la carretera asfaltada Ruta 4, que actualmente está siendo ampliada a doble vía. Esta vía conecta la localidad de Villa Tunari con Cochabamba al oeste y Santa Cruz de la Sierra al este.

## Demografía
De acuerdo con el censo boliviano de 2024, la población del municipio de Villa Tunari es de 95 588 habitantes.
La población del municipio se duplicó entre 1992 y 2024: 
| Año  | Habitantes (municipio) | Habitantes (localidad) | Referencia |
| ---- | ---------------------- | ---------------------- | ---------- |
| 1992 | 48 111                 | 1 597                  | Censo      |
| 2001 | 52 886                 | 2 510                  | Censo      |
| 2012 | 71 146                 | 3 210                  | Censo      |
| 2024 | 95 588                 |                        | Censo      |

La mayoría de la gente es de ascendencia quechua y el idioma más hablado es el español y el quechua.

## Atractivos
El pueblo se encuentra en una región de gran belleza natural, en la confluencia de los ríos Espíritu Santo y San Mateo, que al unirse forman el río Chapare.
El clima es lluvioso y cálido, con temperaturas de hasta 35 °C, por lo cual resulta una lluvia tibia, muy agradable. El pueblo se encuentra en plena selva tropical, rodeado de gran vegetación y una amplia variedad de fauna.
En sus cercanías hay varios parques, entre ellos, el Parque Machia y el parque nacional Carrasco. En el primero se encuentra el refugio Inti Wara Yassi, donde se preservan numerosos animales en cautiverio. Asimismo se ofrece a los visitantes un paseo donde se tiene contacto con diferentes especies de monos. Hay también loros, ardillas y miles de aves no clasificadas aún en los libros de biología. Se puede realizar un trabajo de voluntario para el cuidado de los animales que exige una cuota mínima de 100 dólares para pagar la manutención.
Otro punto de interés para los turistas es La Jungla: un parque de diversiones con lianas y árboles. Se puede acampar cerca del río y disfrutar del bosque.
Existen varios hoteles y restaurantes en Villa Tunari, como asimismo cafés, acceso a Internet y tiendas disponibles. Para quienes deseen algo de deportes "extremos", existen agencias de turismo que ofrecen descenso de ríos (paseo en botes inflables en el río Espíritu Santo), así como también senderismo (caminatas por medio de paisajes naturales).

## Conflictos sociales
Dado que el Chapare es la principal zona productora de coca de Bolivia, y una de las principales de América del Sur, en Villa Tunari se han producido violentos enfrentamientos entre campesinos cocaleros de la FETCTC y efectivos de las fuerzas de seguridad. El peor de ellos tuvo lugar el 27 de junio de 1988, cuando 12 campesinos (entre ellos mujeres y niños) fueron masacrados por efectivos de la Unidad Móvil Policial para Áreas Rurales (UMOPAR).
La producción de coca se ha incrementando considerablemente en los últimos años, especialmente durante el gobierno del presidente Evo Morales Ayma, incluso con la invasión de áreas protegidas como el parque nacional Carrasco, el Territorio Indígena del parque nacional Isiboro Securé (TIPNIS) y otras áreas donde estaban prohibida su cultivo.
Ocasionalmente, los agricultores cocaleros de este municipio suelen utilizar el asunto de la producción de la coca para presionar al Gobierno Nacional para obtener favores en términos de obras públicas y la presión sobre comunidades en disputa con el municipio de Colomi a quienes se les erradica sus cultivares cuando no acceden a pertenecer a Villa Tunari.

## Localidades
Las principales localidades del municipio de Villa Tunari son las siguientes: Eterazama, Villa 14 de Septiembre, Villa Porvenir, Chipiriri, Isinuta, Samuzabety.

## División orgánica
| Sindicatos                           | Centrales                      | Federaciones |
| ------------------------------------ | ------------------------------ | ------------ |
| Sindicato Gualberto Villarroel       | Central San Miguel             | FETCTC       |
| Sindicato General Román              | Central San Miguel             | FETCTC       |
| Sindicato San Miguel                 | Central San Miguel             | FETCTC       |
| Sindicato La Estrella                | Central Todos Santos           | FETCTC       |
| Sindicato Nueva Estrella             | Central Todos Santos           | FETCTC       |
| Sindicato 20 de Agosto               | Central Todos Santos           | FETCTC       |
| Sindicato San Pedro                  | Central Todos Santos           | FETCTC       |
| Sindicato Paraíso C                  | Central Todos Santos           | FETCTC       |
| Sindicato San Isidro                 | Central Todos Santos           | FETCTC       |
| Sindicato Mejillones                 | Central Todos Santos           | FETCTC       |
| Sindicato Segundo Paraiso            | Central Todos Santos           | FETCTC       |
| Sindicato Paraíso Central A          | Central Todos Santos           | FETCTC       |
| Sindicato Eduardo Abaroa             | Central Todos Santos           | FETCTC       |
| Sindicato Antofagasta A              | Central Todos Santos           | FETCTC       |
| Sindicato Antofagasta B              | Central Todos Santos           | FETCTC       |
| Sindicato Antofagasta C              | Central Todos Santos           | FETCTC       |
| Sindicato Nueva Esperanza            | Central Todos Santos           | FETCTC       |
| Sindicato Carhota                    | Central Todos Santos           | FETCTC       |
| Sindicato Paraíso B                  | Central Todos Santos           | FETCTC       |
| Sindicato Villa Fátima               | Central Todos Santos           | FETCTC       |
| Sindicato Todo Santos Viejo          | Central Todos Santos           | FETCTC       |
| Sindicato Nuevo Colomi               | Central Todos Santos           | FETCTC       |
| Sindicato Puerto Todos Santos        | Central Todos Santos           | FETCTC       |
| Sindicato Ibarecito                  | Central Todos Santos           | FETCTC       |
| Sindicato Villa Israel               | Central Nueva Chapare          | FETCTC       |
| Sindicato Santiváñez                 | Central Nueva Chapare          | FETCTC       |
| Sindicato Murillo                    | Central Nueva Chapare          | FETCTC       |
| Sindicato Villa Asunción             | Central 2 de Agosto A          | FETCTC       |
| Sindicato Unión Uteo                 | Central 2 de Agosto A          | FETCTC       |
| Sindicato San Francisco              | Central 2 de Agosto A          | FETCTC       |
| Sindicato Litoral                    | Central 2 de Agosto A          | FETCTC       |
| Sindicato Florida C                  | Central 2 de Agosto A          | FETCTC       |
| Sindicato Flor de San Pedro          | Central 2 de Agosto A          | FETCTC       |
| Sindicato 23 de Agosto               | Central 2 de Agosto A          | FETCTC       |
| Sindicato San José de Bubuzama       | Central 2 de Agosto B          | FETCTC       |
| Sindicato Viloma                     | Central 2 de Agosto B          | FETCTC       |
| Sindicato La Libertad                | Central 2 de Agosto B          | FETCTC       |
| Sindicato Nuevo Horizonte            | Central 2 de Agosto B          | FETCTC       |
| Sindicato 9 de Abril                 | Central 2 de Agosto B          | FETCTC       |
| Sindicato Túpac Katari               | Central 2 de Agosto B          | FETCTC       |
| Sindicato Sucre                      | Central 2 de Agosto B          | FETCTC       |
| Sindicato Los Ángeles                | Central 2 de Agosto B          | FETCTC       |
| Sindicato Loayza                     | Central 2 de Agosto B          | FETCTC       |
| Sindicato Nueva Galilea              | Central 1.º. de Abril          | FETCTC       |
| Sindicato Norte Galilea              | Central 1.º. de Abril          | FETCTC       |
| Sindicato Villa Rosario A            | Central 1.º. de Abril          | FETCTC       |
| Sindicato Villa Rosario B            | Central 1.º. de Abril          | FETCTC       |
| Sindicato Nueva Belén                | Central 1.º. de Abril          | FETCTC       |
| Sindicato Tigres                     | Central 1.º. de Abril          | FETCTC       |
| Sindicato Luribay                    | Central 1.º. de Abril          | FETCTC       |
| Sindicato Santa Isabel               | Central 1.º. de Abril          | FETCTC       |
| Sindicato Virgen de Socabon          | Central 1.º. de Abril          | FETCTC       |
| Sindicato Socabon B                  | Central 1.º. de Abril          | FETCTC       |
| Sindicato Bolívar                    | Central Villa 14 de Septiembre | FETCTC       |
| Sindicato Samuel San Juan            | Central Villa 14 de Septiembre | FETCTC       |
| Sindicato Norte Central              | Central Villa 14 de Septiembre | FETCTC       |
| Sindicato Pedro Domingo Murillo      | Central Villa 14 de Septiembre | FETCTC       |
| Sindicato Norte Central              | Central Villa 14 de Septiembre | FETCTC       |
| Sindicato René Barrientos            | Central Villa 14 de Septiembre | FETCTC       |
| Sindicato San Pedro                  | Central Villa 14 de Septiembre | FETCTC       |
| Sindicato Villa Porvenir             | Central Villa 14 de Septiembre | FETCTC       |
| Sindicato Simón Bolívar              | Central Villa 14 de Septiembre | FETCTC       |
| Sindicato Litoral                    | Central Villa 14 de Septiembre | FETCTC       |
| Sindicato Naranjitos                 | Central Villa 14 de Septiembre | FETCTC       |
| Sindicato Alto San Francisco         | Central Villa 14 de Septiembre | FETCTC       |
| Sindicato La Libertad                | Central Villa 14 de Septiembre | FETCTC       |
| Sindicato San Cristóbal              | Central Villa 14 de Septiembre | FETCTC       |
| Sindicato Villa Florida              | Central Villa 14 de Septiembre | FETCTC       |
| Sindicato Porvenir C                 | Central Villa 14 de Septiembre | FETCTC       |
| Sindicato Santa Fe                   | Central Villa 14 de Septiembre | FETCTC       |
| Sindicato San Carlos                 | Central Villa 14 de Septiembre | FETCTC       |
| Sindicato San Lorenzo                | Central Villa 14 de Septiembre | FETCTC       |
| Sindicato Tocopilla                  | Central Villa 14 de Septiembre | FETCTC       |
| Sindicato 6 de Septiembre            | Central Villa 14 de Septiembre | FETCTC       |
| Sindicato Villa Jordán               | Central Villa 14 de Septiembre | FETCTC       |
| Sindicato Río Colorado               | Central Chipiriri              | FETCTC       |
| Sindicato Senda Bayer                | Central Chipiriri              | FETCTC       |
| Sindicato 23 de Octubre              | Central Chipiriri              | FETCTC       |
| Sindicato Chipiriri                  | Central Chipiriri              | FETCTC       |
| Sindicato San Lorenzo                | Central Chipiriri              | FETCTC       |
| Sindicato Santa Elena                | Central Chipiriri              | FETCTC       |
| Sindicato Simón Bolívar              | Central Chipiriri              | FETCTC       |
| Sindicato Villa Esteban Arce         | Central Chipiriri              | FETCTC       |
| Sindicato Santa Rosa                 | Central Litoral                | FETCTC       |
| Sindicato Villa Santa Cruz           | Central Litoral                | FETCTC       |
| Sindicato Bajo Koripata              | Central Litoral                | FETCTC       |
| Sindicato La Estancita               | Central Litoral                | FETCTC       |
| Sindicato Buena Vista                | Central Litoral                | FETCTC       |
| Sindicato Bomborazama                | Central 6 de Agosto            | FETCTC       |
| Sindicato Puerto Trinitario          | Central 6 de Agosto            | FETCTC       |
| Sindicato Puerto Valle               | Central 6 de Agosto            | FETCTC       |
| Sindicato San José                   | Central 6 de Agosto            | FETCTC       |
| Sindicato Chilicchi Pampa            | Central 6 de Agosto            | FETCTC       |
| Sindicato 6 de Agosto                | Central 6 de Agosto            | FETCTC       |
| Sindicato Antofagasta                | Central 6 de Agosto            | FETCTC       |
| Sindicato 1.º. de Mayo               | Central Independiente          | FETCTC       |
| Sindicato 1.º de Mayo A              | Central Independiente          | FETCTC       |
| Sindicato 2 de Junio                 | Central Independiente          | FETCTC       |
| Sindicato 5 Esquinas                 | Central Independiente          | FETCTC       |
| Sindicato Florida                    | Central Independiente          | FETCTC       |
| Sindicato Ingavi                     | Central Independiente          | FETCTC       |
| Sindicato Marcelo Quiroga Santa Cruz | Central Independiente          | FETCTC       |
| Sindicato Santiváñez A               | Central Independiente          | FETCTC       |
| Sindicato Santiváñez B               | Central Independiente          | FETCTC       |
| Sindicato Sipe Sipe                  | Central Independiente          | FETCTC       |
| +                                    | +                              | FEZTYC       |

## División política administrativa
| N.º | Distrito               | Área de Influencia |
| --- | ---------------------- | --- |
| 1   | Villa Tunari           | Es el conformado por la población de San Antonio de Villa Tunari y su área de influencia. En realidad este Distrito estaría conformado por la antigua jurisdicción Municipal ( antes de la promulgación de la Ley de Participación Popular). Sus límites abarcan los siguientes pueblos: San Lorenzo, Villa General Roman, Agrigento, San Maleo, --- Copacabana Baja, Villa Tunari y 40 Arroyos. |
| 2   | Chipiriri              | Está conformado por la población de Chipiriri y sus alrededores. Contempla a los centros de Chipiriri, Santa Elena, San Miguel, Senda Bayer, Tacuaral, La Estrella, EI 24. |
| 3   | Villa 14 de Septiembre | Comprende a las poblaciones de Villa 14 de Septiembre, Villa Porvenir, Todos Santos, San Pedro, San Carlos, Litoral, Simón Bolívar, Villa Samuel San Juan, Norte Central, Pedro Domingo Murillo, René Barrientos, Naranjitos, Alto San Francisco, La Libertad, San Cristóbal, Villa Florida, Porvenir C, Santa Fe, San Lorenzo, Tocopilla, 6 de Septiembre, Villa Jordán.                        |
| 4   | San Francisco          | Se incluye dentro del Distrito a las comunidades de Puerto San Francisco, San Francisco Alto, Matamojo y todas las nuevas colonias que se encuentran al Norte. Así mismo, se contempla a las poblaciones indígenas asentadas en -- -- las orillas de los ríos Chapare y Chipiriri. |
| 5   | Eterazama              | Corresponde al centro urbano de Eterazama, incluyendo a San José, Bomborazama Puerto Trinitario. |
| 6   | Samuzabety             | Distrito conformado por la población de Samuzabeti toda su área de influencia que se encuentra al Norte, con las comunidades de Mariscal Sucre. Se extiende hacia el camino a Isinuta hasta la comunidad Florida. |
| 7   | Isinuta                | Este Distrito toma en cuenta a las poblaciones de Isinuta, San Gabriel, Florida, Nueva América, hasta su límite can el Isidoro. |
| 8   | Isiboro Secure         | Corresponde a la franja colonizada del parque nacional Isidoro Secure tomando en cuenta a las siguientes poblaciones: Nueva Aroma, Ichoa, Bolívar, Uncia, Tacopaya, Puerto Patiño. |
| 9   | Paractito              | Comprende la región de Paractito tomando como referencia la cuenca del río San Mateo al Sur, hasta colindar con Villa Tunari y Eterazama. Abarcando par un lado hasta el Palmar y por el otro hasta Avispas, pasando por Tres Arroyos, San Rafael, Padresama. |
| 10  | Espíritu Santo         | Corresponde al eje del camino Villa Tunari-Cochabamba, desde 1<1 Comunidad de Jatum Pampa, hasta el límite con Cristal Mayu. |
| 11  | Paracti                | Este Distrito Comprende lo que son las Comunidades de Cristal Mayu, Chocolatal y algunas comunidades que están en Disputa con el Municipio de Colomi. Se prevé que en los próximos años este distrito desaparezca ya que de llegarse a un acuerdo de firma definitiva de límites con Colomi, todas las comunidades regresen a su jurisdicción.                                                   |

## Educación

### Centros de educación alternativa
Existen 5 Centros de Educación Alternativa en el municipio de Villa Tunari:
| DISTRITO EDUCATIVO | CODIGO SIE | NOMBRE                          |
| ------------------ | ---------- | ------------------------------- |
| VILLA TUNARI       | 60890172   | Chapare                         |
| VILLA TUNARI       | 60890174   | Paulo Freire                    |
| VILLA TUNARI       | 60890173   | Gral. Juan José Torres Gonzales |
| VILLA TUNARI       | 60890207   | Eterazama                       |
| VILLA TUNARI       | 60890171   | San Lucas                       |

### Centro de educación regular
Son los siguientes:
| DISTRITO EDUCATIVO | INSTITUCIONES EDUCATIVAS |
| ------------------ | --- |
| VILLA TUNARI       | - Complejo Educacional Porvenir - Future Village Calle Alberto Borges Villa Porvenir - U.E. Villa 14 de Septiembre Villa 14 de Septiembre - Villa 14 de Sep - CEA - CEA Villa 14 de Sep. - Colegio Nocturno - Colegio Porvenir - Future Village Calle Alberto Borges Villa Porvenir Horario de apertura: 24/7 - Colegio Villa 14 de Septiembre - Escuela Nocturna - Nueva Vida - U.E. 10 de Agosto CBA 10 de Agosto - U.E. 12 de Mayo - MinEdu CBA 12 de Mayo MinEdu 60890121 - U.E. 13 de Febrero de Nueva Cotoca Nueva Cotoca Minedu 60890210 - U.E. Alto San José San José de Colomi Minedu 60890193 - U.E. Bolivar A Yuracare Sejecsamma - U.E. Campo Via RN4: Colomi-Villa Tunari Campo Via - U.E. Capinota CBA Capinota Minedu 60890126 - U.E. Central Todos Santos CBA Puerto Todos Santos Minedu 60890167 - U.E. Challviri Camino Challviri-Chapisirca-Mayca Mayu Challviri Minedu 80890060 - U.E. Chapare Calle Hans Grether CBA Villa Tunari - U.E. Concepcion del Ichoa Concepción del Ichoa Minedu 82190062 - U.E. Francisco Vignaud Calle Hans Grether CBA Villa Tunari - U.E. Huari Pucara Huari Pucara Huari Pucara Minedu 60900001 - U.E. Ismael Montes CBA Ismael Montes Minedu 60890021 - U.E. Limo del Isiboro CBA Limo del Isiboro Minedu 60890138 - U.E. Litoral C CBA Santa Rosa - U.E. María del Rosario Calle Hans Grether CBA Villa Tunari - U.E. Mayca Mayu Camino Challviri-Mayca Mayu CBA Mayca Mayu - U.E. Minera Llallagua - Minedu Minera Llallagua Minedu 60890164 - U.E. Nueva Alianza - MinEdu CBA Nueva Alianza MinEdu 60890199 - U.E. Nueva America CBA Nueva América Minedu 60890067 - U.E. Paraiso B CBA Paraíso B Minedu 60890160 - U.E. Peñas Blancas Peñas Blancas Minedu 60890198 - U.E. Pedro Domingo Murillo Pedro Domingo Murillo Minedu 60890045 - U.E. Puerto Zudañez CBA Puerto Zudañez Minedu 60890036 - U.E. San Antonio Calle Tarija CBA Villa Tunari - U.E. San Antonio de Imose San Antonio de Imose - U.E. San Francisco Avenida Primera CBA San Francisco Minedu 60890078 - U.E. San José de la Angosta - Minedu San José de Angosta Minedu 60890146 - U.E. San Juan de Icoya San Juan de Icoya - U.E. San Juan de Uriyuta San Juan de Iriuta - U.E. San Juan del Isiboro San Juan del Isiboro Minedu 60890175 - U.E. San Julian CBA Villa San Julián - U.E. San Mateo Bajo CBA San Mateo Bajo Minedu 60890050 - U.E. San Mateo de San Ramoncito San Ramoncito de Ichoa Minedu 82190072 - U.E. San Salvador San Salvador Minedu 60890075 - U.E. Santa Rosa del Isiboro Santa Rosa del Isiboro - U.E. Sejecsamma Sejecsamma - U.E. Senda Nueva - MinEdu CBA Senda Nueva MinEdu 60890078 - U.E. Tocopilla Tocopilla - U.E. Torre Torre Torre Torre Minedu 60900018 - U.E. Villa 14 de Septiembre Villa 14 de Septiembre - U.E. Villa Asuncion del Isiboro Villa Asunción del Isiboro - U.E. Villa Loreto Villa Loreto Minedu 60890209 - U.E. Villa Porvenir - Future Village (christian - pentecostal) Calle Walter Peñarrieta Villa Porvenir Escuela Primaria y Preescolar de Villa Porvenir. - U.E. Villa San José - MinEdu CBA Villa San José MinEdu 60890143 - U.E. Villa San Julián Camino a San Julián y San José Sindicato San Julián - UE 2 de Junio 2 de Junio Minedu 60890133 - UE Avispas Avispas - UE El Palmar El Palmar Minedu 60890042 - UE Fe y Alegria Buena Vista Buena Vista - UE Guadalupe Guadalupe Minedu 60890019 - UE Maica Monte - UE Naranjitos Senda Naranjitos Naranjitos Minedu 60890035 - UE Puerto Trinitario Fortaleza Trinidad Minedu 60890047 - UE San Lorenzo B San Lorenzo Minedu 60890104 - UE San Miguel San Miguel Minedu 60890074 - UE Torreni Camino Chapisirca-Torreni Minedu 60900019 - UE Villa Naranjos Camino Maica Monte-Villa Naranjos Villa Naranjos Minedu 70890029 - UE Villa Nueva de Norte Galilea Norte Galilea Minedu 60890168 |